# Заговор от 20 юли
Вижте пояснителната страница за други значения на Валкирия.
Заговорът от 20 юли (наричан също операция „Валкирия“) е неуспешен опит за държавен преврат в Германия, включващ и опит за убийство на Адолф Хитлер на 20 юли 1944 г.
Извършен е от офицери на Вермахта, водени от полковник Клаус фон Щауфенберг. В заговора участват Лудвиг Бек, Карл Гьорделер, Алфред Делп, Ервин фон Вицлебен, адмирал Вилхелм Канарис и много други. Възможно е да са участвали и фелдмаршалите Ервин Ромел и Гюнтер фон Клуге, които са принудени да се самоубият след атентата. Операцията за покушението на Адолф Хитлер е имала кодово наименование операция „Валкирия“.

## Заговорници
До лятото на 1944 г. Гестапо затваря заговорниците. Когато Щауфенберг изпраща на Трескок послание чрез лейтенант Хайнрих Граф фон Льондорф-Щайортет, питащо дали има причина, неполитическа, да се опита да убие Хитлер, отговорът на Трескок е: „Трябва да се направи опит за убийство, дори и да не е успешен, трябва да предприемем действия в Берлин, защото практическата цел вече не е от значение, но това, което сега има значение е, че германското съпротивително движение трябва да се покаже пред очите на света и на историята, нищо друго не е от значение.“
Химлер има поне един разговор с известен опозиционер, когато през август 1943 г. пруският финансов министър Йоханес Попиц, който участва в мрежата на Гьоделер, му предлага подкрепата на опозицията, ако направи стъпка да замести Хитлер и да осигури край на войната. Нищо не произлиза от тази среща, но Попиц не е арестуван веднага (въпреки че към края на войната той е екзекутиран), а Химлер очевидно не прави нищо, за да проследи мрежата на съпротивата, която знае, че работи в държавната бюрокрация. Възможно е Химлер, който до края на 1943 г. е наясно, че войната е пред провал, позволява да продължат дейността си, знаейки, че ако успеят, той ще бъде приемник на Хитлер и след това може да доведе до мирно споразумение.
Попиц не е сам в начинанието си да направи Химлер потенциален съюзник. Генерал фон Бок посъветва Трескок да потърси подкрепата му, но няма доказателства, че го е направил. Гьоделер очевидно също така е в непряк контакт с Химлер.
- Участници в заговора
- Ханс Остер
- Лудвиг Бек
- Ервин фон Вицлебен
- Карл Гьорделер
- Хенинг фон Тресков
- Фридрих Олбрихт
- Вернер фон Хефтен

Освен заговорниците връзка със заговора имат и фелдмаршал Ервин Ромел, бившият командващ германските окупационни войски в Югославия генерал-лейтенант Паул Бадер и командващият германските окупационни войски в Гърция в областта Солун-Егея генерал Курт фон Кренцки, които с изключение на Ромел, не са разкрити от Гестапо.
Конспираторите предварително си разпределят постовете в правителството, което трябва да се образува след убийството на Хитлер. Поради провала на заговора то никога не се появява, а повечето от неговите членове са екзекутирани. Следните лица е трябвало да бъдат в правителството към юли 1944 година:
- генерал-полковник Лудвиг Бек (военен) – президент
- Паул Льобе (ГСП) – председател на Райхстага
- Ханс Кох – председател на Върховния съд (Reichsgericht)
- Ханс Остер (военен) – председател на Военния върховен съд (Reichskriegsgericht)
- Карл Гьорделер (НННП) – канцлер
- Вилхелм Льойшнер (ГСП) – вицеканцлер
- Юлиус Лебер (ГСП) или Ойген Болц (Централна партия) – министър на вътрешните работи
- Вернер фон Шуленбург или Улрих фон Хасел – министър на външните работи
- Евалд Лосер – министър на финансите
- Фридрих Олбрихт (военен) – министър на войната
- Бернхард Летерхаус – министър на възстановяването (министър без портфейл, ако не е назначен)
- Карл Блесинг – министър на икономиката и Райхбанката
- Паул Лежен-Юнг (НННП) – министър на икономиката
- Андреас Хермес (Централна партия) – министър на земеделието
- Йозеф Вирмер (Централна партия) – министър на правосъдието
- Хенинг фон Тресков (военен) – началник на полицията

## В дните до опита на Щауфенберг

### 1 – 6 юли 1944 г.
В събота, 1 юли 1944 г., Щауфенберг е назначен за началник на щаба на генерал Фром в централата на резервистите на Бендлерщрасе в центъра на Берлин. Тази позиция дава възможност на Щауфенберг да присъства на военните конференции на Хитлер, или във Вълчата бърлога в Източна Прусия, или в Берхтесгаден, и по този начин ще му се даде възможност, може би последната, да убие Хитлер с бомба или пистолет. Междувременно са спечелени нови ключови съюзници. Сред тях са генерал Карл Хайнрих фон Щюлпнагел, германският военен командир във Франция, който ще поеме контрола в Париж, когато Хитлер бъде убит, и се надяват, че ще преговаря за незабавно примирие с нахлуващите съюзнически армии.

### Прекратени опити на 7, 14 и 15 юли 1944 г.
Планът е напълно подготвен. На 7 юли 1944 г. генерал Хелмут Щиф трябва да убие Хитлер на изложение на нови униформи в замъка Клесхайм край Залцбург. Щиф обаче не се чувства в състояние да убие Хитлер. Щауфенберг сега решава да направи и двете: да убие Хитлер, където и да е, и да ръководи заговора в Берлин.
На 14 юли Щауфенберг присъства на конференцията на Хитлер, носещ бомба в куфарчето си, но тъй като конспираторите решават, че Хайнрих Химлер и Херман Гьоринг трябва да бъдат убити едновременно, ако планираното задействане на операция Валкирия все пак има шанс да успее, в последната минута е отложено, защото Химлер не присъства. Всъщност, за Химлер е необичайно да присъства на военни конференции.
На 15 юли, когато Щауфенберг отново заминава към Вълчата бърлога, това условие е отменено. Планът е Щауфенберг да постави куфарчето с бомбата в конферентната зала на Хитлер с таймер, да се извини и да излезе, да изчака експлозията, да се върне в Берлин и да се присъедини към другите заговорници. Операция Валкирия ще бъде активирана, армията на резервистите ще поеме контрола над Германия, а останалите нацистки лидери ще бъдат арестувани. Бек ще бъде назначен за временен държавен глава, Горделер ще бъде канцлер, а Витлебен ще бъде командир на въоръжените сили.
Отново на 15 юли опитът е отменен в последната минута. Химлер и Гьоринг присъстват, но в последния момент Хитлер е повикан навън от стаята. Щауфенберг успява да вземе бомбата и да предотврати откриването ѝ.

## 20 юли 1944 г.

### Начало на операция Валкирия
На 18 юли слухове достигат до Щауфенберг, че Гестапо знае за заговора и че може да бъде арестуван по всяко време – очевидно това не е вярно, но той има чувството, че времето изтича, и че следваща възможност да убие Хитлер може би няма да има. В 10:00 часа на 20 юли 1944 г. Щауфенберг отлита обратно за Вълчата бърлога за друга военна конференция на Хитлер, отново с бомба в куфарчето си.
Около 12:30 часа, след началото на конференцията, Щауфенберг иска извинение да използва тоалетната в кабинета на Вилхелм Кайтел, където използва клещи, за да смачка края на детонатора и така да го задейства. Детонаторът е поставен в еднокилограмов блок от пластичен експлозив, който е подготвен от Весел фон Фрайтаг-Лорингхон. Детонаторът със забавено действие се състои от тънка медна тръбичка, съдържаща стъклена ампула с разтвор на меден хлорид. След счупването на ампулата разтворът за около 10 минути разяжда меден проводник и освобождава пружината на взривателя. Щауфенберг действа бавно поради стари рани от войната, които струват на Щауфенберг око, дясната му ръка и два пръста на лявата му ръка. Прекъснат е от един от офицерите, който почуква на вратата и го посъветва, че срещата трябва да започне. Щауфенберг не успява да задейства втората бомба, и прави грешка, като я вади от куфарчето и я дава на помощника си, Вернер фон Хафтен.
Щауфенберг поставя бомбата със задействания детонатор в куфарчето си и с несъзнателната помощ на майор Ернст Йон фон Фрайен влиза в заседателната зала, където са Хитлер и 20 офицера, като поставя куфарчето под масата близо до Хитлер. След няколко минути Щауфенберг получава планирано телефонно обаждане и напуска залата. Предполага се, че полковник Хайнц Бранд, който стои до Хитлер, несъзнателно премества куфарчето настрани, като го избутва зад дебелия крак на масата, като по този начин неволно отклонява взрива от Хитлер, но причинява загубата на един от краката му и собствената си смърт, когато бомбата се взривява.
В 12:42 часа бомбата е взривена, като разрушава конферентната зала и убива стенограф. Повече от 20 души са ранени, а трима офицери по-късно умират. Хитлер оцелява, както и всички останали, които са предпазени от крака на конферентната маса. Панталоните му са обгорени и разкъсани и той страда от пукнато тъпанче, както и повечето от останалите 24 души в стаята. Ако е бил използван вторият блок от взривните вещества, вероятно всички присъстващи е щяло да бъдат убити.

### Бягство и връщане в Берлин
Щауфенберг е видян да напуска конферентната сграда от Курт Залтерберг, военен пазач, който не смята това за необичайно, тъй като понякога си заминава да събира документи. След това вижда „масивен“ облак от дим, дървени парчета и хартия, а хора са изхвърлени през прозорци и врати. Щауфенберг, след като е свидетел на експлозията и дима, погрешно приема, че Хитлер е наистина мъртъв. След това той се качва в кола с помощника си Вернер фон Хафтен и успява да блъфира през три контролни пункта, за да излезе от комплекса „Вълчата бърлога“. След това Вернер фон Хефтен изхвърля втората неподготвена бомба в гората, като потеглят за летище Растенбург, достигайки до него, преди да стане ясно, че Щауфенберг може да бъде отговорен за експлозията. Към 13:00 часа той е във въздуха с Heinkel He 111, подготвен от генерал Едуард Вагнер.
Докато самолетът на Щауфенберг достига до Берлин около 16:00 часа, генерал Ерих Фелгибел, офицер във Вълчата бърлога, който е в заговора, звъни на „Бендлерблок“ и казва, че Хитлер е оцелял от експлозията. В резултат на това заговорът за операция Валкирия няма да има шанс да успее, след като офицерите от армията на резервистите разбират, че Хитлер е жив. Има повече объркване, когато авиокомпанията на Щауфенберг се приземява и той се обажда от летището, за да каже, че Хитлер е всъщност мъртъв. Заговорниците не знаят на кого да вярват. Най-накрая в 16:00 ч. Олбрихт издава заповедта за мобилизиране на операция Валкирия. Генерал Фром обаче позвънява на маршал Вилхелм Кайтел и се уверява, че Хитлер е жив. Кайтел иска да знае къде се намира Щауфенберг. Това казва на Фром, че сюжетът е проследен до щаба му и че е в смъртна опасност. Фром отговоря, че той смята, че Щауфенберг е бил с Хитлер.
Междувременно Карл-Хайнрих фон Щюлпнагел, военен губернатор на окупираната Франция, успява да разоръжи СД и СС и залавя повечето от своето ръководство. Той пътува до седалището на Гюнтер фон Клуге и го моли да се свърже със съюзниците, само за да бъде информиран, че Хитлер е жив. В 16:40 ч. Щауфенберг и Хафтен пристигат в „Бендлерблок“. Но Фром, вероятно да се защити, променя позицията си и се опитва да арестува Щауфенберг. Олбрихт и Щауфенберг го възпират с огнестрелно оръжие, а след това Олбрихт назначава генерал Ерих Хопенер да поеме задълженията си. По това време Химлер се е заел със ситуацията и издава заповеди за противодействие на мобилизирането на Олбрихт от операция Валкирия. На много места превратът върви добре, воден от офицери, които вярват, че Хитлер е мъртъв. Градски командир и конспиратор генерал Пол фон Хасе разпорежда на майор Ото Ернст Ремер, да охранява „Вилхелмщрасе“ и да арестува министъра на пропагандата Йозеф Гьобелс. Във Виена, Прага и много други места войските заемат офисите на НСДАП и арестуват офицерите от СС.

### Неуспех на преврата
Около 18 часа командирът на военния район (Wehrkreis III) (Берлин), генерал Йоахим фон Кортцфлайш, е призован в „Бендлерблок“; той ядосано отказва заповедта на Олбрихт, продължавайки да крещи „Фюрерът е жив“, арестуван е и държан под стража. На негово място е назначен генерал Карл Фрайер фон Тюген, но се оказва незначителна помощ. Генерал Фриц Линдман, който трябва да направи прокламация пред германския народ по радиото, не успява да се появи и тъй като държи единственото копие, Бек трябва да работи по нов.
В 19:00 часа Хитлер е достатъчно добре, за да осъществява телефонни разговори. Той вика Гьобелс в Министерството на пропагандата. Гьобелс подготвя Хитлер да говори с майор Ремер, командир на войските около министерството. След като го уверява, че е жив, Хитлер нарежда на Ремер да си възвърне контрола върху Берлин. Майор Ремер нарежда на войниците си да заобиколят и да запечатат Бендлерблок, но да не влизат в сградите.
Тъй като Ремер отново възвръща контрола над града и разказва, че Хитлер е все още жив, толкова по-малко решителни стават членове на конспирацията в Берлин. В Бендлерблок избухват боеве между офицери, които подкрепят и се противопоставят на преврата, а Щауфенберг е ранен. До 23:00 часа Фром отново взима контрола, надявайки се с ревностна лоялност да се спаси. Бек, осъзнавайки, че ситуацията е безнадеждна, се застрелва – първият от многото опити за самоубийство през идните дни. На пръв поглед Бек само сериозно се ранява – той е застрелян на вратата и убит от войници. Фром свиква импровизиран военен съд, състоящ се от него, и осъжда Олбрихт, Щауфенберг, Хафтен и друг офицер, Албрехт Мерц фон Кюрнхайм на смърт. В 00:10 часа на 21 юли те са екзекутирани в двора навън, вероятно за да им се попречи да разкрият участието на Фром. Други също ще бъдат екзекутирани, но в 00:30 ч. служителите на СС, водени от Ото Скорцени, пристигат и забраняват по-нататъшни екзекуции. Първоначалната заповед, дадена от Хитлер на Ремер, е да залови живите заговорници.

### Реакции в чужбина
Според Марион Дьонхоф, журналистка и съредактор на седмичния вестник Цайт, управляващите извън Германия са информирани и знаят какво точно се е случило, но разпространяват умишлено дезинформация. Тя пише, че усилията на Карл Фридрих Гьорделер и Адам фон Трот цу Золц да намерят подкрепа в чужбина са посрещнати от „стена от мълчание“. Против своята по-добра преценка Западните съюзници приемат версията на Хитлер и възприемат атентата като организиран и извършен от „амбициозни офицери“.
Уинстън Чърчил в реч, произнесена на 2 август 1944 г. пред долната Камара на Британския парламент, казва: „Водещите личности на германския райх се избиват помежду си или се стремят да се убият един друг...“
На 9 август същата година Ню Йорк Таймс сравнява покушението с „разчистване на сметки в атмосферата на тъмен престъпен свят“, а това не е поведение, което би било „нормално да се очаква от офицерския корпус на цивилизована държава“. Иля Еренбург пише в официоза на Червената армия „Красная звезда“, че нацистка Германия е поставяна на колене не от бунтовни офицери, а от Червената армия и Съюзниците ѝ, защото „Нашите армии са по-бързи от съвестта на фрицовете“. 

## Филми
- „Щауфенберг“, с участието на Себастиан Кох
- „Операция Валкирия“ (трилър), с участието на Том Круз
- „Ромел“ (Германия, Франция, Австрия), с участието на Улрих Тукур.